# Govern txecoslovac a l'exili
El govern txecoslovac a l'exili (també anomenat oficialment govern provisional de Txecoslovàquia) va ser el títol informal que va rebre el Comitè d'Alliberament Nacional Txecoslovac, inicialment reconegut diplomàticament pel govern britànic. Aquest nom també el van fer servir altres Aliats de la Segona Guerra Mundial a mesura que el van anar reconeixent posteriorment. El Comitè es va crear inicialment per l'ex-president de Txecoslovàquia, Edvard Beneš a París l'octubre de 1939. Un seguit de negociacions sense èxit amb França per a obtenir un reconeixement diplomàtic, així com l'ocupació de França pels nazis, va forçar el Comité a moure's cap a Londres l'any 1940. Des d'allà es va traslladar fins a Aston Abbots, Buckinghamshire l'any 1941, cercant un lloc més segur durant els bombardeigs sobre Londres, anomenats The Blitz.
Va ser el govern legítim de Txecoslovàquia durant la Segona Guerra Mundial. Un govern específicament anti-feixista, que va intentar revertir l'Acord de Múnic i la posterior ocupació de Txecoslovàquia pels nazis, i tornar a les fronteres de 1937. Va ser considerat pels països que el reconeixien com a la continuïtat jurídica de la Primera República de Txecoslovàquia.

## De comitè a govern

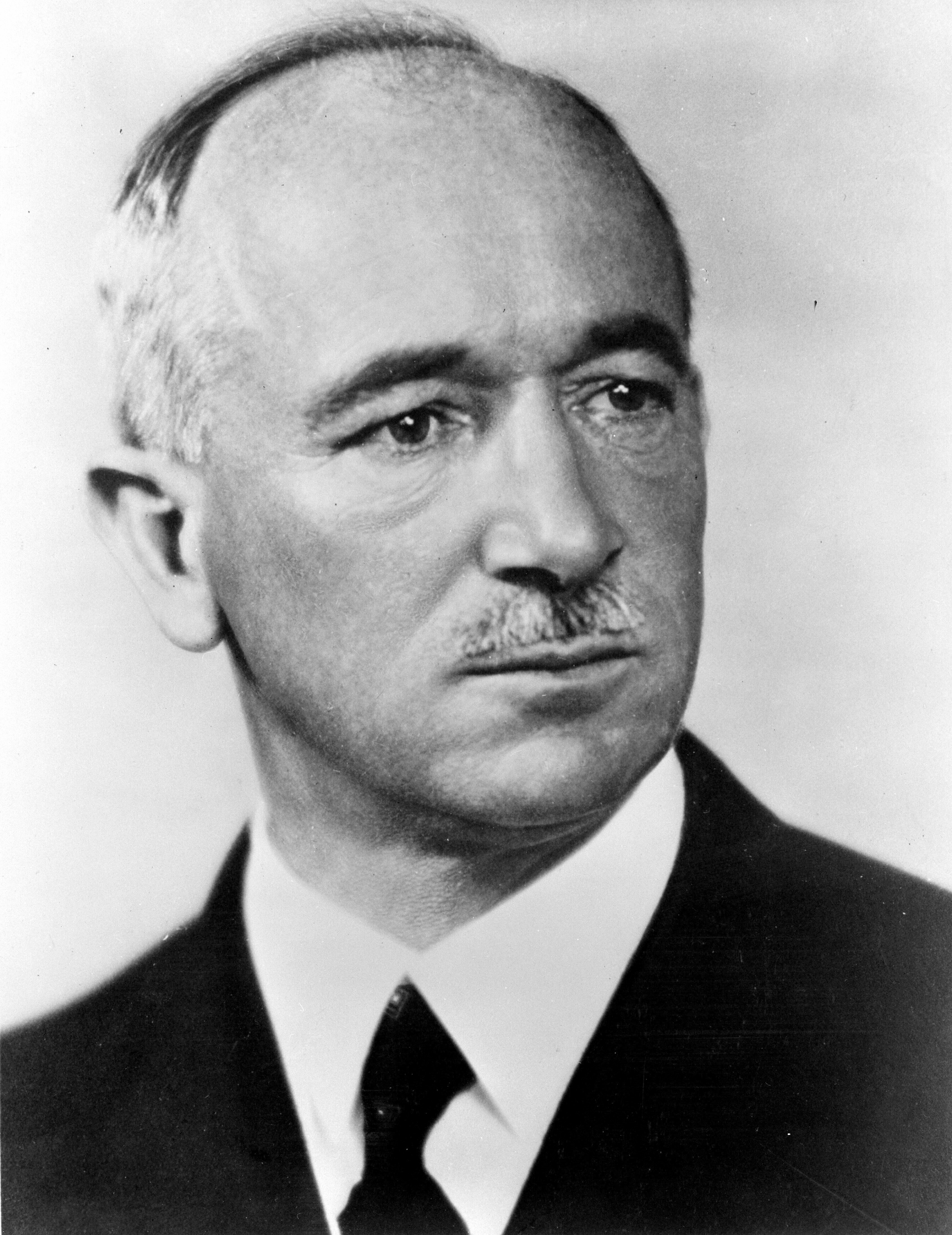
Edvard Beneš, líder del Govern Txecoslovac a l'exili

En veure el final de la República com un fet consumat, Edvard Beneš va renunciar com a president de la Primera República de Txecoslovàquia una setmana després que a l'Acord de Múnic se cedissin els Sudets a l'Alemanya nazi. Inicialment va fugir cap a la Universitat de Chicago, on es va refugiar a la mateixa comunitat que anteriorment havia refugiat el seu predecessor i amic, Tomáš Masaryk. Essent allà, se li va demanar que tornés urgentment a Europa per organitzar algun tipus de govern a l'exili. Aleshores va tornar i es va establir a París amb altres persones clau del seu anterior govern. Un cop iniciada la Segona Guerra Mundial, el grup es va convertir en el Comitè d'Alliberament Nacional Txecoslovac, i immediatament va començar a cercar el reconeixement internacional com a govern txecoslovac a l'exili. Tot i que a finals de 1939 França i la Gran Bretanya els van atorgar el dret de participar en tractats internacionals — França el 13 de novembre i la Gran Bretanya el 20 de desembre de 1939 — no es va reconèixer la signatura de la República Txecoslovaca en aquests tractats.
De fet, va ser França qui va posar més dificultats per acceptar el Comitè com a govern reconegut a l'exili. El govern d'Édouard Daladier va ser ambivalent respecte les ambicions del Comitè i de Txecoslovàquia en general. Tot i que havia considerat públicament el pacíficament de Hitler com el camí cap a la guerra, finalment Daladier es va rendir als desigs de Neville Chamberlain. Un cop iniciada la guerra, ell i el seu govern van dubtar sobre quin era el major perill, si els soviètics o els nazis. De la mateixa manera, tot i que va fer extensiu el reconeixement al Comitè com una agència no governamental, el seu govern es va mantenir neutral respecte al mateix Beneš, i va veure moltes possibilitats a una Txecoslovàquia de post-guerra. Una de les seves principals objeccions a donar un reconeixement oficial a Beneš era la situació confosa a l'aleshores independent Eslovàquia. El govern francès de l'hivern de 1939 considerava que en Beneš no parlava necessàriament en nom de tots els txecoslovacs, basant-se en la situació d'Eslovàquia. Per això mateix la diplomàcia francesa va ser àgil amb en Beneš. Va evitar qualsevol expressió directa de suport al desig del Comitè de Beneš de retornar a la Primera República. Tanmateix, com que Beneš era clau per aconseguir el suport militar del ben entrenat exèrcit txecoslovac, França es va convertir en la primera nació a signar un tractat amb el Comitè. L'acord del 2 d'octubre de 1939 entre França i Beneš peremetia la reconstitució de l'exèrcit txecoslovac en territori francès. Finalment, unitats de la Primera Divisió de l'exèrcit txecoslovac van lluitar al costat dels francesos a les darreres etapes de la batalla de França.
El fracàs de les forces militars aliades en aquesta batalla va ser el que més va ajudar a les ambicions del Comitè de Beneš. Amb la caiguda de França, les opinions del recentment escollit Winston Churchill van agafar més rellevància, per sobre dels interessos de la minvant Tercera República. Churchill va ser molt més clar que el seu predecessor respecte als assumptes txecoslovacs, i ràpidament va reconèixer Beneš com a president d'un govern a l'exili. Tot i així, el Comitè encara se sentia insegur respecte al seu reconeixement perquè, tot i que s'esmentava específicament en Beneš com a president, no se'l vinculava explícitament al govern que havia existit anteriorment. De manera que l'abril de 1941 van pressionar els britànics perquè fossin més clars. El dia 18 del mateix més els van enviar una carta demanant que els acords "es signessin, com abans de setembre de 1938, en nom de la República Txecoslovaca". El ministre d'assumptes exteriors britànic, Anthony Eden, hi va donar el seu consentiment el 18 de juliol de 1941. Els Estats Units i la Unió Soviètica es van veure forçats a fer el mateix aquell any, quan Eslovàquia va declarar la guerra a ambdós països. Amb un govern de l'Eix establert a Bratislava, l'únic govern amic que quedava per reconèixer durant la segona meitat de l'any 1941 era el de Beneš. La qüestió legal que quedava pendent era si el govern de Beneš era realment una "continuació" de la Primera República, o un successor sense un suport constitucional sòlid.
Aquest dubte es va esvair la primavera de 1942. Després de gairebé sis mesos de planificació darrere les línies enemigues, els espies txecs a Bohèmia van ferir de mort Reinhard Heydrich, el dictador que encapçalava Protectorat de Bohèmia i Moràvia. L'èxit d'aquesta missió, l'Operació Anthropoide, va provocar que el Regne Unit i França rebutgessin formalment l'Acord de Múnic, atorgant la legitimitat de iure al govern de Beneš com a continuació de la Primera República.
Des d'aquell moment la legitimitat internacional del govern va anar lligada a la victòria militar dels Aliats.

## Planificant el futur
L'Acord de Múnic s'havia precipitat per les activitats subversives dels alemanys dels Sudets.
Durant els darrers anys de la guerra, Beneš va treballar per resoldre el problema de la minoria alemanya i va rebre el consentiment per part dels Aliats per mirar de traslladar la població alemanya dels Sudets un cop acabada la guerra. La Primera República s'havia compromès amb una política occidental en assumptes exteriors. L'Acord de Múnic en va ser el resultat. Beneš va decidir enfortir la seguretat txecoslovaca respecte a un futur atac alemany a través d'aliances amb Polònia i la Unió Soviètica. Tot i això, la Unió Soviètica es va oposar a un pacte a tres Txecoslovàquia-Polònia-Unió Soviètica. El desembre de 1943, el govern de Beneš va signar un tractat amb els soviètics.

## Post-guerra
L'interès d'en Beneš en mantenir relacions amistoses amb la Unió Soviètica era motivat també pel seu desig d'evitar un cop comunista a Txecoslovàquia per part dels soviètics després de la guerra. Beneš va treballar per obtenir la col·laboració dels comunistes txecoslovacs exiliats al Regne Unit amb el seu govern, oferint-los concessions de gran abast, incloent la nacionalització de la indústria pesant i la creació de comitès locals populars després de la guerra. El març de 1945, va atorgar posicions clau del seu gabinet a comunistes txecoslovacs exiliats a Moscou.